# Dây chằng xương ức
Dây chằng xương ức (tiếng Anh: Sternopericardial ligaments, sternopericardiac ligaments) là tập hợp những dây chằng gắn kết với nhau trong xương ức. Màng ngoài tim được gắn với mặt sau của xương ức bởi các dây chằng xương ức trên và dưới. Phần trên đi qua chuôi ức, trong khi phần dưới đi qua mỏm kiếm.